# Moreira de Rei
Moreira de Rei ist eine Gemeinde (Freguesia) im portugiesischen Kreis Trancoso. In ihr leben 411 Einwohner (Stand 19. April 2021).